# Хорнеманн, Йенс Вилкен
Йенс Вилкен Хорнеманн (дат. Jens Wilken Hornemann; 6 марта 1770, Марсталь, — 30 июля 1841, Копенгаген) — датский ботаник.

## Краткая биография
Родился в городе Марсталь.
Хорнеманн был профессором ботаники в Университете Копенгагена. После смерти Мартина Валя, последовавшей в 1804 году, ему было поручено издавать «Flora Danica» — полное графическое описание дикорастущей флоры Датского королевства (издавалось с 1761 года по 1883 год).посещал лекции Мартина Валя, которые после он читал в Обществе естествознания Naturhistorieselskabet.
В 1810г. у него рождается сын - Лёген Эмиль Хорнеманн.
В 1815 году Хорнеманн избран в Шведскую королевскую академию наук.
В честь Йенса Вилкена Хорнеманна назван род растений Hornemannia Vahl, а также виды Stropharia hornemannii, Sticta hornemannii, Carduelis hornemannii и Epilobium hornemannii. 

## Научные работы
- Forsøg til en dansk oekonomisk Plantelaere, 1806
- Hortus regius botanicus Hafniensis, 1815
- De indole plantarum guineensium observationes, 1819